# Cantone di Val-de-Saire
Il Cantone di Val-de-Saire è una divisione amministrativa dell'Arrondissement di Cherbourg.
È stato costituito a seguito della riforma approvata con decreto del 25 febbraio 2014, che ha avuto attuazione dopo le elezioni dipartimentali del 2015.

## Composizione
Comprende i seguenti 34 comuni:
- Anneville-en-Saire
- Aumeville-Lestre
- Barfleur
- Brillevast
- Canteloup
- Carneville
- Clitourps
- Cosqueville
- Crasville
- Fermanville
- Gatteville-le-Phare
- Gonneville
- Gouberville
- Maupertus-sur-Mer
- Montfarville
- Morsalines
- Néville-sur-Mer
- Octeville-l'Avenel
- La Pernelle
- Quettehou
- Réthoville
- Réville
- Saint-Pierre-Église
- Saint-Vaast-la-Hougue
- Sainte-Geneviève
- Teurthéville-Bocage
- Le Theil
- Théville
- Tocqueville
- Valcanville
- Varouville
- Le Vast
- Le Vicel
- Videcosville